# Knema austrosiamensis
Espèce
Statut de conservation UICN

 VU  : Vulnérable
Knema austrosiamensis est une espèce de plantes du genre Knema, arbre de la famille des Myristicaceae.